# Bundesverband Kosmetik- und Fußpflegebetriebe Deutschlands
Bundesverband Kosmetik- und Fußpflegebetriebe Deutschlands (BKF) ist ein deutscher Berufsverband, der die Interessen von Kosmetik- und Fußpflegebetrieben vertritt. Der Verband fördert die fachliche Weiterbildung, vertritt wirtschaftliche Belange und setzt sich für die berufliche Anerkennung seiner Mitglieder ein.

## Geschichte
Der BKF wurde 1981 gegründet. Seitdem vertritt er bundesweit die Anliegen der Kosmetik- und Fußpflegebranche. Der Verband engagiert sich für die Verbesserung der Berufsbilder und setzt sich für hohe Qualitätsstandards in der Branche ein.

## Aufgaben und Ziele
Zu den zentralen Aufgaben des Verbandes gehören:
- Förderung der Aus- und Weiterbildung von Kosmetik- und Fußpflegefachkräften
- Vertretung der wirtschaftlichen Interessen seiner Mitglieder gegenüber Politik und Wirtschaft
- Förderung des Qualitätsbewusstseins und der Hygienestandards in den Betrieben
- Beratung und Unterstützung der Mitglieder in fachlichen und rechtlichen Fragen[1]

## Mitgliedschaft
Mitglied werden können Kosmetik- und Fußpflegebetriebe sowie Fachkräfte aus der Branche. Der Verband bietet seinen Mitgliedern Fortbildungen, Beratung, Information und Netzwerkgelegenheiten.

## Organisation
Der BKF wird von einem Vorstand geleitet, der von der Mitgliederversammlung gewählt wird. Die Geschäftsstelle befindet sich in Berlin.